# チェ・ジニョク
チェ・ジニョク（최진혁、1986年2月9日 - ）は韓国の俳優。全羅南道木浦市出身。身長186cm、みずがめ座。 G-TREECREATIVE所属。

## 来歴
- 高校卒業後に上京し、2006年にKBSスターサバイバルオーディションでグランプリを獲得し芸能活動をスタートさせる。5000倍を超えるオーディションで選ばれた逸材
- 京文大学モデル学科。

## 人物・交遊関係
- 2011年にドラマ「私の娘コンニム」で共演したソン・ウンソと熱愛発覚。2013年に破局
- 2012年12月、東京のラフォーレミュージアム六本木で初となるファンミーティングを開催。
- 2013年9月、フランスのクラシックブランドであるダニエル・クレミュ(DANIEL CREMIEUX)の広告モデルに抜擢。アジア人初
- 2013年9月、東京・有楽町のよみうりホールでファンミーティングを開催
- 2013年9月、スウェーデンのプレミアムアウトドアブランド「HAGLOFS」の広告モデルに抜擢
- 2013年10月、MBCドラマ「チャングムの誓い」の放送10周年を迎えて企画されたMBC特別企画「『チャングムの誓い』から『私は歌手だ』まで」の特別MCとして抜擢
- 2015年1月、東京でファンミーティングを開催
- 2015年3月31日に兵役に就いた。
- 2015年6月、訓練中、膝を負傷し入院

## 出演作品

### ドラマ
- ひとまず走れ（2006年-2007年、KBS） - イ・ヒョクジン 役
- 美しい時代（2007年-2008年、KBS） - オ・ジェヒョク 役
- 新・伝説の故郷 ～李王朝暗史～（2008年、KBS）
- 愛しの金枝玉葉（2008年-2009年、KBS） - ソン・ドンウ 役
- パスタ〜恋が出来るまで〜（2010年、MBC） - ソヌ・ドク 役
- 大丈夫パパの娘だから（2010年-2011年、SBS） - チェ・ヒョッキ 役
- ロマンスが必要（2011年、tvN） - ペ・ソンヒョン 役
- 私の娘コンニム（2011年-2012年、SBS） - ク・サンヒョク 役
- パンダさんとハリネズミ（2012年、Channel A） - チェ・ウォニル 役
- 九家の書〜千年に一度の恋〜（2013年、MBC） - ク・ウォルリョン 役
- 相続者たち-王冠を被ろうとする者、その重さに耐えろ-（2013年、SBS） - キム・ウォン 役
- 花じいさん捜査隊（2014年、tvN） - カメオ出演
- エマージェンシー・カップル（2014年、tvN） - オ・チャンミン 役
- 運命のように君を愛してる（2014年、MBC） - ダニエル・ピット／キム・テホ 役
- 傲慢と偏見（2014年-2015年、MBC） - ク・ドンチ 役
- 愛の迷宮-トンネル（2017年、OCN） - パク・グァンホ 役
- 恋の記憶は24時間（2018年、Dramax） - コン・マソン 役
- 皇后の品格（2018年-2019年、SBS） - ナ・ワンシク／チョン・ウビン 役
- コッパダン 〜恋する仲人〜（2019年、JTBC）
- ジャスティス（2019年、KBS） - イ・テギョン 役
- ゾンビ探偵（2020年　KBS）ーキム・ムヨン役
- ルーガル（2020年、OCN） - カン・キボム 役
- 哲仁王后〜俺がクイーン!?（2020年-2021年、tvN）- チャン・ボンファン 役
- ナンバーズ：ビルの森の監視者たち（2023年、MBC） - ハン・スンジョ 役
- Missナイト & Missデイ（2024年、JTBC） - ケ・ジウン役

### 映画
- 音痴クリニック（2012年）
- 夢の始まり(短編映画)（2013年）
- 神の一手（2014年）
- 日本映画恋するヴァンパイア（2015年）

### 広告モデル
- HAGLOFS KOREA（2013年）
- DANIEL CREMIEUX（2013年）

## 音楽活動

### ミュージックビデオ
- 2013年 Sad Song（TaeOne）

### 楽曲参加
- 2009年　サランドチ（パンダさんとハリネズミOST)
- 2010年　死ぬほどに（大丈夫パパの娘だからOST）
- 2013年　お元気ですか（九家の書OST)
- 2013年　振り返るな（相続者たちOST)
- 2014年　花の香り（エマージェンシー・カップルOST)
- 2018年　Love to Forget（魔性の喜びOST）

## バラエティー、リアリティ番組
- 2006年 KBSスターサバイバルオーディション(KBS2)
- 2013年 ランニングマン　エピソード166にキム・ウビン、パク・シネとともに出演（SBS)
- 2014年 ハッピートゥギャザー　シーズン3　エピソード363にゲスト出演（MBC)

## 受賞歴
- 2006年 KBSサバイバルスターオーディション大賞
- 2013年 第6回スタイルアイコンアワーズベストK-スタイル賞
- 2013年 第2回エイバン スターウォーズ 新人賞（九家の書）
- 2013年  SBS演技大賞ニュースター賞（相続者たち)
- 2014年 第2回香港アジアレインボーTVアワード助演男優賞（九家の書）